# توافق كيميائي
التوافق الكيميائي هو مقياس تقريبي لمدى ثبات المادة عند خلطها بمادة أخرى. إذا أمكن خلط مادتين معاً دون حدوث تفاعل كيميائي، فإنهما يعتبران متوافقين. تتفاعل المواد الكيميائية غير المتوافقة مع بعضها البعض، ويمكن أن تسبب التآكل، أو الضعف الميكانيكي، أو تطور الغاز، أو الحريق، أو غيرها من التفاعلات غير المرغوب فيها.
يعد التوافق الكيميائي أمراً مهماً عند اختيار المواد للتخزين الكيميائي أو التفاعلات، بحيث لا يتضرر الوعاء والأجهزة الأخرى بسبب محتوياته. لأغراض تخزين المواد الكيميائية، لا ينبغي تخزين المواد الكيميائية غير المتوافقة معاً، حتى لا يتسبب أي تسرب في حدوث موقف أكثر خطورة من التفاعلات الكيميائية. بالإضافة إلى ذلك، يشير التوافق الكيميائي إلى أن مادة الحاوية مقبولة لتخزين المادة الكيميائية أو لأداة أو جسم يتلامس مع مادة كيميائية حتى لا يتحلل. على سبيل المثال، عند تحريك مادة كيميائية، يجب أن يكون المحرك مستقراً في المادة الكيميائية التي يتم تحريكها.
تنشر العديد من الشركات مخططات المقاومة الكيميائية. وقواعد البيانات لمساعدة مستخدمي المواد الكيميائية على استخدام المواد المناسبة للتعامل مع المواد الكيميائية. تعتبر هذه المخططات ذات أهمية خاصة بالنسبة للبوليمرات لأنها غالباً ما تكون غير متوافقة مع الكواشف الكيميائية الشائعة؛ قد يعتمد هذا أيضاً على كيفية معالجة البوليمرات. على سبيل المثال، يجب اختيار أدوات البوليمر للطباعة ثلاثية الأبعاد المستخدمة في التجارب الكيميائية لضمان التوافق الكيميائي مع الرعاية.
يعد التوافق الكيميائي مهماً أيضاً عند الاختيار من بين المواد الكيميائية المختلفة التي لها أغراض مماثلة. على سبيل المثال، يمكن أن يخضع المبيض والأمونيا، وكلاهما شائع الاستخدام كمنظفات، لتفاعل كيميائي خطير عند دمجهما مع بعضهما البعض، مما يؤدي إلى إنتاج أبخرة سامة. على الرغم من أن كل واحد منهم له استخدام مماثل، يجب الحرص على عدم السماح لهذه المواد الكيميائية بالاختلاط.

## روابط خارجية
- قاعدة بيانات التوافق الكيميائي